# Gojeb
Der Fluss Gojeb befindet sich in Äthiopien, nahe der Stadt Shebe. 

## Erforschung
Er wurde im Oktober 2002 im Rahmen der Expedition "Abenteuer Äthiopien" von Expeditionsleiter Reinhold Bauböck und seinem Team erstmals befahren. Die Expedition dauerte insgesamt sechs Tage. Die Befahrung des Flusses begann bei Amiyo und endete an der Flussmündung in den Omo, insgesamt wurden 180 Kilometer zurückgelegt. Auch der Omo wurde später befahren, dieser etwa 820 Kilometer weit. Im Bericht wurde dargestellt, dass neben den geographischen Schwierigkeiten, wie Wildwasserabschnitten, die schlechter passierbar waren, auch biologische Probleme vorhanden waren, die durch Krokodile, Nilpferde und Fliegen dargestellt wurden. Bauböck veröffentlichte seine Expeditionsergebnisse später in seinem Buch Abenteuer Äthiopien.